# Резолюция Совета Безопасности ООН 1089
Резолюция Совета Безопасности Организации Объединённых Наций 1089 (код — S/RES/1089), принятая 13 декабря 1996 года, отозвав все резолюции по ситуации в Таджикистане и таджикско-афганской границе, Совет продлил мандат Миссии наблюдателей ООН в Таджикистане (МНООНТ) до 15 марта 1997 года и рассмотрел усилия по прекращению конфликта в стране.
Была выражена озабоченность по поводу ухудшения ситуации в Таджикистане, и Совет Безопасности подчеркнул необходимость того, чтобы заинтересованные стороны соблюдали свои соглашения. Ситуация может быть разрешена только политическими средствами между правительством Таджикистана и Объединённой таджикской оппозицией, и именно на них лежит основная ответственность за это. В резолюции также подчеркивается неприемлемость враждебных действий на границе с Афганистаном и выражается удовлетворение сотрудничеством между МНООНТ, миротворческими силами Содружества Независимых Государств (СНГ), российскими пограничными силами и Организацией по безопасности и сотрудничеству в Европе.
Совет осудил нарушения режима прекращения огня, особенно наступление оппозиции в районе Гарм. Все стороны были призваны соблюдать Тегеранское соглашение и другие заключенные ими соглашения, и что режим прекращения огня продлится во время межтаджикских дискуссий. В нём также осуждались террористические атаки и другие акты насилия, в результате которых погибли мирные жители, члены миротворческих сил СНГ и российские пограничники. Угрозы смерти в адрес МНООНТ и жестокое обращение с ней также были подвергнуты суровому осуждению.
Мандат мониторинговой миссии МНООНТ был продлен до 15 марта 1997 года при условии, что стороны Тегеранского соглашения продемонстрируют свою приверженность национальному примирению. К 15 января 1997 года Генеральному секретарю было предложено представить Совету доклад об итогах переговоров. Была также выражена озабоченность по поводу ухудшения гуманитарной ситуации в Таджикистане и срочной необходимости принятия международным сообществом ответных мер, включая добровольные взносы в соответствии с Резолюцией 968 (1994).